# メートル高森
メートル シュウ（メートル シュウ、Maitre Syu）は、日本の{執事・グランバトラー・メートル・ドテル［所属事務所 PREGEO］／ 飲食業のプロデューサー、ホテル・ブライダル・航空業界・大学・専門学校にて講師。千葉県出身　本籍地 大分県。専門学校東京デザイナー学院卒業。

## 概要
レストランサービス国際大会における初代優勝者。日本人初世界最高峰のワールドスキルズのエキスパート・国際審査員や世界大会の運営委員、日本国内でも最高峰の技能を競う厚生労働省管轄のコンクールである「技能グランプリ」や「技能五輪」・「メートルドセルヴィス杯」にて運営と審査実積をもつ日本代表エキスパート。
メートル・ドテルに必要な素養である、ソムリエ・調理師・テイスター・西洋料理認定マナー講師資格をもちマルチなバランスを持つ。
教育に関しては一般社団法人 インターナショナルメートル・サーバーアソシエイション（IMSA）にて国際検定試験の創設。 国家資格団体 日本ホテル・レストラン技能協会にて人材育成委員他、全日本メートル・ド・テル連盟・NPO法人繁盛店の道・メートル ド セルヴィスの会等の団体の重責を歴任。大学・短大・専門学校においてもレストラン・マネジメント、ホスピタリティ実務、メニュー解説、飲料解説、フードコーディネートやマナー等幅広く講座を受け持つ。
飲食店経営をする父親の影響で、幼少の頃よりフードサービス業界に興味を持つ。高校卒業後、デザイン学校に通いながら調理師免許を取得。父の傍らで仕事を覚える。その後ラーメン店をはじめカジュアルなスタイルからフランス・パリの三ツ星高級レストラン、ホテルレストランまで様々な店舗で料理、サービスに従事。 「ウインザーホテル　ミシェルブラス」、「ミクニ」、「ひらまつ」の一流店にて支配人やプルミエ メートル・ドテルを務める。
VIPのサービスも多くありG７他、長野冬季五輪公式行事では、天皇陛下・世界の重要客のワイン部門責任者を務めた。
国内以外での修業先はフランスの三ツ星（当時）レストラン「グラン ヴェフール」、「オーベルジュ ド リル」など世界最高のレストランを経験している。
また、現場だけでなくスーパーバイザーとして営業企画、マーケティング、ＰＲ、人材育成などの本社業務にも携わる。
「メートル・ド・セルヴィス杯」日本レストランサービスコンクールや、「クープ・ジョルジュ・ド・バプティスト」レストランサービスコンクール国際大会などでの優勝をはじめ、国内外で数々のタイトルを獲得後多数のホテルや飲食企業より研修依頼があり教育指導にあたる。
指導者としての実積に関しても、ワールドスキルズインターナショナルにて日本最高位を育成した他クープジョルジュバティストの国際大会教育にも日本最高位を獲得。国内においても中央職業能力開発協会（JAVADA）主催の技能五輪全国大会や若手レストランサービスコンクールで優勝者を輩出するなど教育担当の実積でも国内NO.1の実積を残す。
こうした経験を経てレストランコンサルティング事業、インスペクション事業、イベント事業、ブライダルプロデュース事業の運営を生業として独立。
現在「株式会社エルアールサービス」代表取締役社長／「一般社団法人 IMSA」代表 ／ ホテル、レストラン、ブライダル企業のプロデューサーやコンサルタント、学校講師として活動。
代表である「一般社団法人 IMSA」では一般接遇・ブライダル・和食を含むレストランビジネス・テーブルマナー、パートナー企業と協力し、日本初サービス特化型教育付き人材職業紹介［IMSA CAREER SUPPORTER」の運営にて日本最高峰のサービスを啓蒙する。

著書では財団（一般財団法人 日本ホテル教育センター）の教科書の改訂や専門誌である「シェフ」や「料理王国」など２年にわたる連載をプロ向けに執筆するなど、飲食店教育の中心的人物として活動。